# Andrew Hill
Andrew Hill (Chicago, 30 juni 1931 - Jersey City, 20 april 2007) was een Amerikaanse jazzpianist en componist.

## Biografie
Hill begon op 7-jarige leeftijd accordeon te spelen en op 10-jarige leeftijd bracht hij zichzelf het pianospel bij. Op 13-jarige leeftijd had hij dan pianoles en hij kreeg ook compositie-onderricht bij Paul Hindemith. Hij trad al als jeugdige op met Charlie Parker, Miles Davis en Johnny Griffin. In 1956 nam hij op met de doowop-groep De'bonairs voor het niet lang bestaande label Ping Records. In 1961 was hij begeleider van Dinah Washington in New York en in 1962 werkte hij met Rahsaan Roland Kirk in Los Angeles. Bij Blue Note Records debuteerde hij in 1963 als pianist op Joe Hendersons album Our Thing.
Bij hetzelfde label bracht hij tijdens de jaren 1960 een reeks tegenwoordig als klassiek geldende opnamen uit onder zijn eigen naam. Een doorslaggevend aandeel had hij ook bij Bobby Hutchersons album Dialogue (1965). Hij had met zijn ritmisch gecompliceerde en harmonisch ongewone muziek, die bij het grote publiek moeilijk toegankelijk was, echter alleen bescheiden commercieel succes. Qua stijl was hij echter verworteld in de hardbop, maar ontwikkelde zijn muziek echter richting avant-gardejazz en freejazz.
Sinds de jaren 1970 werkte hij overwegend als onderwijzer. Hij woonde van 1977 tot 1989 in Californië, waar hij o.a. onderwees in openbare scholen en gevangenissen. Hij onderwees in Oregon aan de Portland State University en gaf workshops aan de Wesleyan University, de University of Michigan, de University of Toronto, de Harvard University en het Bennington College. Hij bracht echter ook verder albums uit.
In 1998 formeerde hij het Point of Departure Sextet. Bovendien werkte hij in trio met de bassist Scott Colley en de drummer Nasheet Waits In 2006 bracht Hill met Time Lines zijn laatste en gerespecteerde album uit, waarmee hij terugkeerde naar Blue Note Records, waarbij hij zijn grootste successen had gevierd.

## Overlijden
Andrew Hill overleed in april 2007 op 75-jarige leeftijd aan de gevolgen van longkanker, die drie jaar voor zijn overlijden werd geconstateerd.

## Discografie
- 1955: So in Love with the Sound of Andrew Hill met Malachi Favors en James Slaughter
- 1961: Johnny Hartman & the Andrew Hill Trio 1961 Live
- 1963: Black Fire met Joe Henderson, Richard Davis en Roy Haynes
- 1963: Smokestack met Richard Davis, Eddie Khan en Roy Haynes
- 1964: Judgment!, met Richard Davis, Elvin Jones en Bobby Hutcherson
- 1964: Point of Departure met Kenny Dorham, Eric Dolphy, Joe Henderson, Richard Davis en Tony Williams
- 1964: Andrew! met John Gilmore, Bobby Hutcherson, Richard Davis en Joe Chambers
- ????: Cosmos, met Ron Carter, Joe Chambers, Richard Davis, Joe Henderson, Bennie Maupin, Ben Riley, Freddie Hubbard en Pat Patrick
- 1965, 1969, 1970: One for One, met Joe Henderson, Freddie Hubbard, Richard Davis, Joe Chambers, Bennie Maupin, Ron Carter, Paul Motian, Mickey Roker, Pat Patrick, Charles Tolliver en Ben Riley
- 1965: Compulsion, met Freddie Hubbard, John Gilmore, Cecil McBee, Joe Chambers, Nedi Qamar en Renaud Simmons
- 1968: Grass Roots, met Lee Morgan, Booker Ervin, Ron Carter en Freddie Waits
- 1968: Dance with Death, met Joe Farrell, Charles Tolliver, Victor Sproles en Billy Higgins
- 1969: Lift Every Voice, met Woody Shaw, Carlos Garnett, Richard Davis en Freddie Waits
- 1969: Passing Ships, met Woody Shaw, Dizzy Reece, Joe Farrell, Howard Johnson, Ron Carter, Lenny White, Julian Priester, Bob Northern.
- 1974: Invitation, met Chris White en Art Lewis
- 1975: Blue Black, met Jimmy Vass, Chris White en Leroy Williams
- 1975: Homage
- 1975: Divine Revelation, met Jimmy Vass, Chris White en Leroy Williams
- 1975: Live at Montreux
- 1976: Nefertiti, met Richard Davis en Roger Blank
- 1978: From California with Love
- 1980: Faces of Hope
- 1980: Strange Seranade, met Alan Silva en Freddie Waits
- 1986: Verona Rag
- 1986: Shades, met Clifford Jordan, Rufus Reid en Ben Riley
- 1989: Eternal Spirit, met Bobby Hutcherson, Greg Osby, Rufus Reid en Ben Riley
- 1990: But Not Farewell, met Greg Osby, Robin Eubanks, Lonnie Plaxico en Cecil Brooks III
- 1992: Earth Prayer, met Russell Baba, Dan Sholute en Akbar DePriest
- 2000: Dusk, met Greg Tardy, Ron Horton, Billy Drummond en Marty Ehrlich
- 2001: Les Trinitaires
- 2001: Lift Every Voice
- 2002: A Beautiful Day
- 1969, 2003: Passing Ships
- 2006: Time Lines, met Charles Tolliver, Greg Tardy, John Hébert en Eric McPherson

- Bibsys: 5035006
- Bibliothèque nationale de France: cb13895208b (data)
- Catàleg d'autoritats de noms i títols de Catalunya: 981058519694106706
- Gemeinsame Normdatei: 132903911
- International Standard Name Identifier: 0000 0001 2022 259X
- Library of Congress Control Number: n81035955
- MusicBrainz: ede80a9f-f114-4041-b0d9-2584a0b30ec9
- Nederlandse Thesaurus van Auteursnamen: 071130004
- Réseau des bibliothèques de Suisse occidentale: 02-A012324495
- Istituto Centrale per il Catalogo Unico: IEIV038731
- SNAC: w6zw917f
- Système universitaire de documentation: 250376253
- Virtual International Authority File: 305862267
- WorldCat: E39PBJgmQHYv6CF6t98YGWKDbd